# Bradina angustalis
Bradina angustalis là một loài bướm đêm trong họ Crambidae.